# Edgardo Toetti
Edgardo Toetti (ur. 10 lipca 1910 w Mediolanie, zm. 2 czerwca 1968 tamże) – włoski lekkoatleta (sprinter), medalista olimpijski z 1932.
Wystąpił na igrzyskach olimpijskich w 1928 w Amsterdamie w biegu na 100 metrów, biegu na 200 metrów i w sztafecie 4 × 100 metrów, ale we wszystkich tych konkurencjach odpadł w eliminacjach.
Na igrzyskach olimpijskich w 1932 w Los Angeles zdobył brązowy medal w sztafecie 4 × 100 metrów za zespołami Stanów Zjednoczonych i Niemiec (sztafeta włoska biegła w składzie: Giuseppe Castelli, Ruggero Maregatti, Gabriele Salviati i Toetti).
Zajął 4. miejsce w sztafecie 4 × 100 metrów (w składzie: Ulderico Di Blas, Elio Ragni, Mario Larocchi i Toetti) na mistrzostwach Europy w 1934 w Turynie, a w biegu na 200 metrów odpadł w półfinale.
Toetti był mistrzem Włoch w biegu na 100 metrów w latach 1928-1932 i 1934, w biegu na 200 metrów w 1928, 1932 i 1934, a także w sztafecie 4 × 100 metrów w 1930, 1933 i 1935.
Był rekordzistą Włoch w biegu na 100 metrów z czasem 10,6 s, osiągniętym 9 maja 1929 w Mediolanie. Trzykrotnie poprawiał rekord Włoch w sztafecie 4 × 100 metrów, doprowadzając go do wyniku 41,0 s (26 czerwca 1932 we Florencji).